# فوهليهيرسك (دونيتسك)
فوهليهيرسك (Вуглегірськ) هي مدينة في أوبلاست دونيتسك في أوكرانيا.
بلغ عدد سكانها حوالي 7,868  نسمة (تقديرات 2013)، 10,309 نسمة (تعداد 2001).